# YIQ
YIQ je barevný model používaný v NTSC barevném TV signálu, používaný převážně v Severní a Střední Americe, a také v Japonsku. Ve Spojených státech je v současné době platné federální nařízení o analogovém vysílání přenášeném éterem. Zde je přiložen výňatek z aktuálních FCC (Federal Communications Commision)pravidel a nařízení, paragraf 73 "Standard TV přenosu"
"Následuje přiřazení ekvivalentních hodnot šířek pásem mezi signály EQ a EI k zmírnění barevných rozdílů:
Šířka pásma Q-kanálu: na 400 kHZ méně než 2 dB, na 500 kHz méně než 6 dB, na 600 kHz méně než 6 dB.
Šířka pásma I-kanálu: na 1,3 MHz méně než 2dB, na 3,6 MHz přinejmenším 20 dB."
I znamená in-phase (činná složka), zatímco Q znamená quadrature (kvadrant), tyto veličiny odkazují na části použité v kvadrantové amplitudované modulaci. Některé formy NTSC nyní využívají YUV barevný model, který bývá využit také ostatními systémy, jako například PAL.
Y složka představuje jasovou složku, a je to jediná složka využívaná černo-bílými televizními přístroji. Q pak představuje chromatickou (barevnou) informaci. V YUV barevném modelu mohou být součásti U a V vnímány jako souřadnicové osy X a Y v barevném grafu. I a Q mohou být interpretovány jako druhý pár os v stejném grafu, pouze otočené o 33°. V podstatě tedy IQ a UV představují odlišný souřadnicový systém v témže grafu.
YIQ barevný model je navržen tak, aby vylepšil barevnou citlivost lidského oka. Lidské oko mnohem citlivěji vnímá změny v rozsahu oranžová-modrá (I), než změny v rozsahu fialová-zelená (Q) A z tohoto důvodu je menší šířka pásma požadována pro Q složku. V NTSC je vysílací limit pro I do 1,3 MHz a pro Q do 0,4 MHz. I a Q jsou vlnové délky vložené do 4 MHz Y signálu, které udržují celkovou šířku pásma pod 4,2 MHz. Naproti tomu v YUV barevném modelu, obsahují veličiny U a V informace o rozsahu oranžová-modrá, obě součásti musejí mít stejnou šířku pásma, aby byla zachována věrnost barev.
Velmi málo televizních přístrojů používá skutečně I a Q kódování, je to z důvodu vysokých výrobních nákladů. Pro srovnání. R-Y a B-Y jsou levnější kódování, protože potřebují pouze jeden filtr, zatímco I a Q, každý vyžaduje odlišný filtr, aby byly plně pokryty rozdíly mezi vlnovými rozsahy I a Q. Tyto vlnové rozdíly způsobují to, že I filtr má mnohem větší zpoždění, než Q filtr. The Rockwell Modular Digital Radio (MDR)vlastní jedenu I a Q kódovací sestevu, která v roce 1997 mohla pracovat v módu "frame-at -a-time" (jednotlivá políčka za sebou bez ohledu na čas) na PC, nebo v reálném čase na "Fast IQ Processor" (FIQP) (speciální rozhraní sloužící k práci s YIQ). Některé RCA "color trak" TV přístroje vyrobené přibližně okolo roku 1985 nepoužívají pouze I a Q kódování, ale jako podpora je zde používán tzv. "hřebenový filtr", který podporuje "100% běh TV programu", což je důležité pro přenos většiny originálního barevného obsahu. Protože kódování u této normy (NTCS) je poměrně komplikované, a v některých případech, zvláště při přenosech na delší vzdálenosti, dochází k deformaci signálu a na obrazovce se mohou vyskytovat nežádoucí barevné změny.A navíc je zde právě kladen velký důraz na kompatibilitu se staršími černobílými přístroji, a proto je zde využívána různá podpora a "vylepšování přenosu". Dříve, více než jeden výrobce barevných televizních přístrojů (RCA, Arvin) používal I a Q kódování. V modelech vyrobených v letech 1954 až 1955 opatřených 13 palcovou obrazovkou (myšleno úhlopříčně). Okolo roku 1990, zůstal pouze jeden výrobce profesionálních studiových barevných monitorů (Ikegami), který využívá I a Q kódování.

## Zpracování obrazu
Barevný model YIQ je někdy používán při algoritmické transformaci zpracovaného obrazu. Například ekvalizace histogramu aplikovaná na barevné kanály RGB by změnila barvy podle jejich příbuznosti na jiné. Výsledný barevný obraz by pak následně nedával smysl. Místo toho se ekvalizace histogramu aplikuje na kanál Y barevného modelu YIQ. Potom se vyrovnávají pouze úrovně jasu a do barevného rozvržení se nezasahuje.

## Přepočty
Tyto přepočty jsou přibližným převodem mezi barevnými modely RGB a YIQ.
{\displaystyle R,G,B,Y\in \left[0,1\right],\quad I\in \left[-0.5957,0.5957\right],\quad Q\in \left[-0.5226,0.5226\right]}
{\displaystyle {\begin{bmatrix}Y\\I\\Q\end{bmatrix}}={\begin{bmatrix}0.299&0.587&0.114\\0.595716&-0.274453&-0.321263\\0.211456&-0.522591&0.311135\end{bmatrix}}{\begin{bmatrix}R\\G\\B\end{bmatrix}}}
{\displaystyle {\begin{bmatrix}R\\G\\B\end{bmatrix}}={\begin{bmatrix}1&0.9563&0.6210\\1&-0.2721&-0.6474\\1&-1.1070&+1.7046\end{bmatrix}}{\begin{bmatrix}Y\\I\\Q\end{bmatrix}}}
Dvě poznámky k RGB transformačním maticím:
- Vrchní řádek je stejný jako u barevného modelu YUV
- {\displaystyle {\begin{bmatrix}R\\G\\B\end{bmatrix}}={\begin{bmatrix}1\\1\\1\end{bmatrix}}\implies {\begin{bmatrix}Y\\I\\Q\end{bmatrix}}={\begin{bmatrix}1\\0\\0\end{bmatrix}}}

POZNÁMKA: FCC verze NTSC, která je v současné době publikována v knize o "televizním analogovém signálu přenášeném vzduchem", se mírně odlišuje verzí matice, která je:
"EQ′=0.41(EB′-EY′)+0.48(ER′-EY′).
EI′=-0.27(EB′-EY′)+0.74(ER′-EY′).
EY′=0.30ER′+0.59EG′+0.11EB′."
(Citát z Code of Federal Regulations §73.682.)